# Miyako Itō
Miyako Itō (jap. 伊東 みやこ Itō Miyako; ur. 23 lutego 1969) – japońska seiyū związana z Ken Production.

## Role
- 2001: Król szamanów – Milly
- 2001: Hikaru no go – Hong Xiu Ying
- 2002: Pokémon – różne postacie
- 2003–2004: Mermaid Melody Pichi Pichi Pitch –
  - Hippo,
  - Mami
- 2004–2005: B-Daman – Li Yong Fa
- 2004: Hamtaro – wielkie przygody małych chomików – Magiku
- 2008–2009: Stich! – Piko
- 2015: Shirayuki. Śnieżka o czerwonych włosach – Kino
- 2015: Anpanman – Inai Barun
- 2016: Księga przyjaciół Natsume – Awayuki